# Cyanella hyacinthoides
Cyanella hyacinthoides é uma espécie nativa da África do Sul. 

## Descrição
A planta apresenta um caule muito ramificado com até 40 centímetros de altura, com flores nas cores branca, rosa, roxo ou azul. A erva possui cormo. 
O bulbo é comestível depois de cozido, e pode servir como um substituto cebola.
A planta tolera a seca, mas é vulnerável à geada.

## Habitat
É nativa da região do Cabo da África do Sul, onde cresce nas encostas tendo como substrato argila e granito. Ele também é encontrada na Austrália Ocidental.